# Région de Nitra
La région de Nitra (en slovaque : Nitriansky kraj) est une région administrative et (depuis le 19 décembre 2001) une collectivité territoriale  de Slovaquie dont la capitale est Nitra. De 1960 à 1990/1996, elle faisait partie de la région de Slovaquie occidentale.
Le Sud de la région est largement habité par la minorité magyarophone du pays (de nombreuses communes sont officiellement bilingues). C'est là que se trouve l'Université János Selye, seule université de langue hongroise du pays.

## Géographie

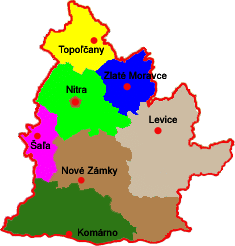

La région est subdivisée en 7 districts :
- le district de Komárno ;
- le district de Levice ;
- le district de Nitra ;
- le district de Nové Zámky ;
- le district de Topoľčany ;
- le district de Šaľa ;
- le district de Zlaté Moravce.

### Villes
| - Hurbanovo - Kolárovo - Komárno - Levice - Nitra | - Nové Zámky - Šahy - Šaľa - Štúrovo - Šurany | - Tlmače - Topoľčany - Vráble - Zlaté Moravce - Želiezovce |

## Démographie

### Évolution de la population
| Année:               | 1994.   | 2004.   | 2014.   | 2024.   |
| -------------------- | ------- | ------- | ------- | ------- |
| Nombre de personnes: | 718 358 | 709 350 | 684 922 | 665 600 |
| Différence:          |         | -1,25 % | -3,44 % | -2,82 % |

| Année:               | 2023.   | 2024.   |
| -------------------- | ------- | ------- |
| Nombre de personnes: | 668 301 | 665 600 |
| Différence:          |         | -0,40 % |

## Économie
La région de Nitra, qui est la région la plus chaude de Slovaquie, produit beaucoup de céréales telles le blé ou le seigle ainsi que des légumes.